# 日目
日目（にちもく）は、日興門流の僧。

## 概要
身延山にて日蓮に常随給仕していた。日蓮門下の草創期において日興門流を率いた日興の高弟本六人の一人。蓮蔵房のちに新田郷阿闍梨もしくは新田卿阿闍梨・郷公日目・卿公と称す。現代の日蓮正宗大石寺では第三祖に列せられているが、18世紀の書物には第二代との記述もある。

## 略歴
- 文応元年（1260年）4月28日、伊豆仁田郡畠郷（現在の静岡県函南町畑毛）にて出生[13]。大石寺開基檀那、藤原南家工藤氏流伊豆南条氏出身で、南条時光の甥にあたる。
- 文永9年（1272年）9月、走湯山円蔵坊に入る（13歳）[14][15]。
- 文永11年（1274年）、円蔵坊において「〔日興と〕師弟の約束を結び蓮蔵坊と号し」、日興と共に身延山に登り日蓮に会う（15歳）[16]。
- 建治2年（1276年）4月8日、円蔵坊に立ち寄った日興の弟子となる[17]。

11月、身延山に登り日蓮に常随給仕を尽くす。
- 建治3年（1277年）2月、身延において『五戒口決伝受』を書写す。
- 弘安2年（1279年）2月、日蓮より本尊（桑名市伝馬町寿量寺蔵）を賜る[1]。
- 弘安5年（1282年）9月、池上において日蓮の命により、伊勢法印を論破す[17]。
- 弘安6年（1283年）1月、日蓮大聖人1周忌、諸直弟身延御廟輪番の制を定め百ケ日忌を修す。

8月13日、太夫阿日尊、陸前三ノ迫六丁目において日目により改衣得度。
伊豆に遊化、又陸前に到り、三ノ迫新田に上新田坊〔本源寺〕を創す。
陸前三ノ迫に法華堂〔上行寺〕を創す。
- 弘安7年（1284年）5月12日、太夫阿日尊を伴い身延に帰る。
- 弘安10年（1287年）10月13日、陸前一ノ迫柳ノ目に法華堂〔妙教寺〕を創す。
- 正応3年（1290年）10月13日、日興が北山へ転居と共に大石寺の管理を任され[19]、大石寺の本堂に祀る本尊を授与された。

大石寺塔中蓮蔵坊を創す。
（蓮蔵坊：現在は学頭寮、次期法主予定者として公表された者が登座まで居住する坊）
- 永仁3年（1295年）3月15日、大石寺にて御真蹟により一代聖教大意を写す。
- 正安元年（1299年）6月30日、十宗房問答につき御教書下る。

7月1日、十宗房を論破す。日道及び妙教寺3代日運、日目により得度す。
- 正安2年（1300年）4月13日、蓮阿尼〔日目母〕亡夫新田重綱の供養碑〔日目筆〕を陸前新田柴垣に建つ。
- 正安3年（1301年）10月13日、日興、本尊を書写し、了性房日乗及び新田頼綱日善〔日目兄〕に授与。
- 乾元元年（1302年）、日目、駿河安居山に東漸寺を創す。
- 元亨元年（1321年）8月10日、日興へ伊豆の田1反の供養をする。
- 正中元年（1324年）12月29日、日興本尊を書写し日目に授与。
- 嘉暦元年（1326年）4月、本尊を書写し日郷に授与。
- 嘉暦2年（1327年）11月10日、日道に土地〔陸前三ノ迫加賀野・伊豆南条〕譲状を与う。日道に上新田坊を譲る。
- 元徳2年（1330年）11月10日、日蓮正宗では、『日興跡条々事』を基に、日興が日目を一閻浮提の座主と定めた、としている[20]。その一方で、日蓮宗や大石寺以外の日興門下はこれを認めていない[21]。
- 元弘元年（1331年）12月、日郷に本尊を授与。
- 元弘2年（1332年）1月2日、本尊を書写。

10月25日、興学の書を民部阿日盛に与う。
11月3日、日興、本尊を書写し日目に授与〔御手続本尊〕。日道、日目の命により陸前宮野に妙円寺を創す。
- 元弘3年（1333年）1月13日、本尊を書写し陸前三迫新田太夫四郎妻に授与。

2月13日、日目等、日興の遺誡により大聖人御影並びに園城寺御下文守護につき違背なきよう誡む。
2月彼岸、本尊を書写し陸前一迫河田美濃房に授与。
3月、本尊を書写し陸前新田太夫四郎母・新田十郎重道妻の姉に授与。
10月、大石寺を出て東海道を京都へ向かう
11月15日、京の朝廷への申状提出（天奏）に向かう途中、中山道の宿場町美濃垂井の宿（岐阜県不破郡垂井町）で74歳で死去。
尚、日蓮正宗大石寺では日目が京都へ向かう直前に南条家出身の日道へ法を相承したと主張しているが確たる証拠がなく、また保田妙本寺では日目の死に際に日郷へ相承したと主張している。当時の文献を見ると北山本門寺や奉行所等の判断は日郷側を支持している。
日蓮本宗要法寺では日尊を４世としているが、日尊が血脈相承を受けたという主張をせず、あくまでも日目の直弟子であった日尊が京都に残って折伏功通を広めたという立場で４世として数えている。

## 補足
日目死去の地、伊吹山の東南麓の位置になる美濃垂井（岐阜県不破郡垂井町相川）に、日目庵という日蓮本宗寺院「日目上人茶毘所」が、相川の宿場南側「垂井の泉」の近くにある。茶毘の位置も相川土手の川沿いに位置する。
なお、日目庵を日目上人荼毘所とすることに異論があり、荼毘所と断定できる根拠は全く無く、垂井町府中近辺こそが荼毘された正しい場所とされている。
日目は大石寺蓮蔵坊安置の本尊をはじめ曼荼羅本尊を数体しか書写していないが、これは日目が学頭職であり本尊は日興が書写していたためといわれている。
日目は逝去前に、もう一度人間に生まれ変わって京都での天奏を果たしたいという和歌がある。